# Eremiascincus fasciolatus
Eremiascincus fasciolatus là một loài thằn lằn trong họ Scincidae. Loài này được Günther mô tả khoa học đầu tiên năm 1867.